# Mine de Marampa
 (novembre 2024).
La mine de Marampa est une mine de fer située au Sierra Leone. Elle est située près de la ville de Lunsar. Elle est acquise en 2006 par London Mining.